# ベノナ
ヴェノナないしヴェノナ・プロジェクト（VENONA, Venona project）は、後のUKUSA協定や国際的監視網の起源となるもので、1943年から1980年まで37年間の長期にわたって、アメリカ合衆国陸軍情報部（通称アーリントンホール、後のNSA/アメリカ国家安全保障局)とイギリスの政府暗号学校（後のGCHQ/政府通信本部）が協力して行った、ソ連と米国内に多数存在したソ連スパイとの間で有線電信により交信された多数の暗号電文を解読する極秘プロジェクト（シギント）の名称である。ヴェノナと表記したり、解読されたファイル群をヴェノナ文書、もしくはヴェノナファイルと呼称する事もある。
後年解読された暗号電文を元に様々な研究が行われた結果、1930年代から第二次大戦後の1940年代末までに米国国内の政府機関、諜報機関、軍関係、民間組織などに数百人単位のソ連のスパイ、スパイグループ及びスパイネットワークが存在し、当時の米国政府の政策や意思決定をソ連有利に歪め、世論などがこれらの様々な工作活動によって多大な影響を受けていた間接侵略（シャープパワー）の可能性があることが明らかになった。

## 概要
本作戦開始以来、半世紀以上に渡って極めて高度な機密として秘匿されてきたが、米ソ冷戦の終結、1991年のソビエト連邦の崩壊などの状況の変化を受け、1995年7月にこれらソビエトスパイ通信文の内、解読に成功した文書の一部が公開され、さらに段階的な公開が行われて最終的に約3000に上る解読文書が公開された。
現在、これら解読文書は米国国家安全保障局のホームページで公開されている。
また後年、研究家達によってヴァシリエフノート、ミトロヒン文書とのすり合わせ検証が行われた結果、相互に多数の共通点があることが確認されている。
同様の暗号解読プロジェクトはイギリスにも存在（マスク文書・イスコット文書）し、これらを総合的に検証する試みは現在も米英の諜報機関や歴史家達の間で行われている。
その研究成果はウイルソン・センターのホームページや米国国家安全保障局のホームページ、CIAのホームページなどで見ることができるほか、海外では毎年多数の研究家による著作が発表されている。
先立って解読分文書には「JADE」、「BRIDE」、「DRUG」他複数の名称称が使用されていた。

## 年表
以下はNSAのVENONA Chronologyによる
- 1943年2月1日－ジーン・グラベルがアーリントンホール（英語版）にてVENONA作戦を始める。
- 1943年11月－リチャード・ハーロック中尉が初めてソ連の外交暗号の弱点を発見する。フランク・ルイスがこれをさらに広げる。
- 1943年－VENONA作戦が拡大。F.クーデルト大佐、ウィリアム・B・S・スミス少佐が責任者となる。
- 1944年11月－KGBの暗号を、セシル・フィリップス、ジュヌビヌーブ・フェインステイン、ルシール・キャンベルが初めて破る。
- 1945年－ソ連大使館員イゴーリ・グゼンコ（英語版）が亡命[注釈 1]。エリザベス・ベントリーとウィテカー・チェンバースが、FBIにソ連のアメリカにおける諜報活動を通報。
- 1945年5月－アメリカ軍情報部がドイツのザクセンおよびシュレースヴィヒでソ連の暗号書を発見。
- 1946年7月-12月－メレディス・ガードナーがKGBの暗号書の復元を開始した。解読されたいくつかの暗号文の一つには、原爆に関するものが含まれていた。
- 1947年8月30日－メレディス・ガードナーが、暗号文に含まれるKGBスパイの偽名についての研究を行う。
- 1947年9月－G-2のカーター・W・クラーク大佐がFBIのS・ウェルズレイ・レイノルズにアーリントンホールにおけるKGB暗号解読に成果があったことを報告する。
- 1948年10月19-20日－FBI本部のロバート・J・ランファイアがメレディス・ガードナーと接触を始め、多数の諜報活動の捜査が始まる。
- 1948年-1951年－VENONAの調査により、アルジャー・ヒス、クラウス・フックス、ハリー・ゴールド（英語版）、ディビット・グリーングラス（英語版）、セオドア・ホール、ウィリアム・パール（英語版）、ローゼンバーグ夫妻、ガイ・バージェス、ドナルド・マクリーン、キム・フィルビー、ハリー・ホワイト、フランツ・レオポルド・ノイマンなど多くの主要KGBエージェントが特定される[4]。
- 1952年-1953年－初期のKGB暗号を解読。GRU文書が解読された。その後の20年間に多くのスパイが特定された。
- 1953年－CIAが公式にVENONAを報告し、防諜活動に協力を始めた。
- 1960年－イギリスがGRU文書の解読を開始。
- 1960年-1980年－数百もの暗号文が初めて解読される。初期に解読されたものも再解読される。
- 1980年10月1日－VENONA終了
- 1995年7月－VENONA FILEの一部が初めて公開される[3]。

## 詳細
ソ連が一般に採用していた暗号法は、元の文の単語や文字を数字に変換するとともに暗号文解読のための鍵 （ワンタイムパッド法の場合には本文と同じ量になる）を付加する方法であった。正しい使用法をすれば、ワンタイムパッド法で暗号化された文は決して解読できないことが理論的に知られている。しかし、ソ連関係者の一部が暗号化に際して誤りを犯し、一度使用した鍵を再利用してしまった（一度使用した鍵をただちに廃棄するのがワンタイムパッド法の鉄則である）。これにより、膨大な通信文の一部、又は文書の一部分に限られたが解読が可能になった。
第二次世界大戦末期の1945年5月に、アメリカ軍情報部がドイツのザクセンおよびシュレースヴィヒでソ連の暗号書を発見した。これはドイツ軍がフィンランドのソ連領事館を制圧した際に、半分焼け焦げた暗号書を発見しドイツへ送られたものだった。1944年末フィンランド将校から別の暗号書もアメリカに送られたがOffice of Strategic Servicesがソ連に返還した。これがアメリカで活躍するソ連国家保安委員会（当時は内務人民委員部、NKVD）のスパイ網で使用されているものと関連があることがわかった。
また1942年初頭に、ソ連NKVD通信センターは、使い捨て暗号表（ワンタイムパッド）を35,000ページ複製し2組の暗号表を作った。これにより同一暗号で暗号化された通信文が2つあることになった。そのため、アメリカ国家安全保障局（NSA）のメレディス・ガードナーほかの解読者は暗号を破ることができた。
解読は極秘であったが、秘密情報部（SIS) のアメリカ駐在連絡代表キム・フィルビーがソ連に情報を流したため、ソ連は解読が実施されていることを知っていた。しかし当時フィルビーはSIS長官候補であったため、彼を温存するためにこの情報を利用しなかったという。

## 暗号突破
暗号突破時に判明したこと。
- アメリカの元共産党員であったE・ベントリー（英語版）とW・チェンバース（英語版）の二人は、1948年のアメリカ下院非米活動委員会において、ソ連のNKVD（「内務人民委員部」。KGBの前身）の在米責任者であるボリス・ブコフ（英語版）大佐が、アメリカ政府内にソ連の諜報活動網を構築していたことを指摘した。その内容と、当時財務次官補の要職にあったハリー・ホワイト（太平洋戦争のハルノートを起草した人物）が「Jurist（ジュリスト）」「Richard（リチャード）」というコードネームを持つソ連のスパイであった事実が、ファイルの解読で確認された[7]。

## 解読で判明したこと
- 1930年代〜1940年代のアメリカ政府機関、アメリカ国内の民間シンクタンク、民間平和団体、宗教関連団体、出版社などが事実上ソ連に乗っ取られていた事が判明。第二次大戦時のアメリカの政策決定の多くをソ連の意図に基づいて歪められていた間接侵略・シャープパワーの可能性が浮き彫りになる[8]（『米国共産党調書』および敗戦革命戦略も参照）。
アメリカ政府機関内部にはウエアグループ、パーログループ、シルバーマスターグループ（ヘンリー・モーゲンソウ財務長官（当時）の周辺を固めていた財務官僚中心のグループで事実上モーゲンソウ財務長官の意思決定に大きく関わっていた）、OSS（CIAの前身）、司法関係を含む多くの主要官庁及び軍組織に多数のスパイとスパイグループ及びスパイネットワークが存在し、アメリカ政府の様々な機密情報（国家機密）がソ連に筒抜けになっていた。これら数百名単位のスパイ及びスパイグループは機密情報をソ連に流していた情報漏洩だけではなく、アメリカ政府の政策決定に大きな影響を与える、いわゆる影響力工作（アクティブ・メジャーズ）を行ってアメリカの政策や戦争の推移がソ連に有利になるように、モスクワからアメリカを操っていた可能性がある事がわかった。
民間ではIPR、いわゆる太平洋問題調査会が1930年代からソ連コミンテルン系のスパイ[9]と蒋介石配下の国民党系スパイ等によって乗っ取られ、パシフィック・アフェアーズ等の雑誌を通じたプロパガンダ・偏向報道（上海南駅の赤ん坊を参照）・憎悪表現・ネガティブ・キャンペーンによってアメリカ政府関係者などに”好戦的な日本観”を植え付け（認知戦）、中国大陸における日本の行動を非難してアメリカ世論を対日戦へと誘導（扇動）し、ABCD包囲網や対中支援および対日経済制裁などの対日強硬策がとられた。YMCAや複数の平和運動団体[10][11][12]もこれに同調して批判的対日世論を盛り上げたが（人民戦線戦術も参照）、これらの動きの背後にはソ連コミンテルン及び中国共産党系のスパイの活動が大きく関わっていた事がわかった[6]（第7回コミンテルン世界大会および統一戦線も参照）。
当時のソ連の工作はアメリカ国外にも及び、対中国では中ソ不可侵条約の締結と在華ソビエト軍事顧問団やソ連空軍志願隊の派遣を行い、国民革命軍の対日作戦に影響を与えた（コミンテルン指令1937年も参照）。また、日本国内ではゾルゲ諜報団・尾崎秀実らの工作が行われ、日中戦争の講和を阻害するとともに南進政策（仏印進駐）へ誘導し、その結果日米両国が太平洋で衝突する太平洋戦争（1941年12月-1945年8月）へと繋がった[13]。

- アルジャー・ヒスおよびハリー・デクスター・ホワイト
政府の秘密に関するモイニハン委員会によると、アルジャー・ヒス[14]とハリー・デクスター・ホワイト[15]の共謀は、ヴェノナ文書によって証明されているとしている。ダニエル・パトリック・モイニハン議員は「国務省のアルジャー・ヒスの共謀は証明されているようだ」と語り、ソヴィエトのスパイとして身元を確認したことについての確信を表明した。内容は「アルジャー・ヒスはソ連の代理人であり、モスクワにとって最も重要だと思われる」というものである。

- 原爆スパイ問題: ローゼンバーグ事件とクラウス・フックス

- 米国が巨額の費用と大量の科学者、技術者を動員して製造に成功した原子爆弾の製造方法がスパイによってソ連に流出、わずか数年でソ連は核爆弾の製造に成功、核保有国となり後に数十年続く米ソ冷戦の発端になる[16]。
1950年ドイツ出身のユダヤ人、ローゼンバーグ夫妻がマンハッタン計画で生み出された核兵器の製造方法に関する機密情報をソ連に漏洩した容疑で逮捕され、第二次世界大戦後のアメリカでスパイ事件「ローゼンバーグ事件」とされ、ローゼンバーグ夫妻は1953年に死刑執行された。後に公開されたヴェノナ文書群の解析で、ローゼンバーグ夫妻と妻エセルの実弟、デビッド・グリーングラスはそれぞれコードネームが割り振られていたソ連のスパイであったことが確認された（下記コードネーム一覧表参照）。
ヴェノナの解読は、原子力関連スパイ、クラウス・フックスの暴露においても重要だった。最初のメッセージの中には、CHARLESとRESTのコードネームで参照されていた、マンハッタンプロジェクトの科学者からの情報が解読されたものもある。1945年4月10日、モスクワからニューヨークへのメッセージの1つは、チャールズが提供した情報を「大きな価値を持っている」としている。

- アイバー・モンタギュー
Ivor Goldsmid Samuel Montagu 1904-1984。GRUのスパイ。コードネームはIntelligentsiaとNobility。国際卓球連盟創設者、会長(1926-67)、2代スウェイスリング男爵ルイス・モンタギューの息子、ヒッチコック映画のプロデューサー。MI6でミンスミート作戦（「存在しなかった男」作戦）を指揮したユエン・モンタギューは兄である[17]。

## ヴェノナファイルに登場する暗号名
| 実名                                           | 暗号名                        |
| ---------------------------------------------- | ----------------------------- |
| フランクリン・ルーズベルト第32代米合衆国大統領 | キャプテン（船長）            |
| ヘンリー・モーゲンソウ 米財務長官              | ネイボッブ（太守、成金）      |
| ウィンストン・チャーチル英首相                 | ボア（猪）                    |
| シャルル・ド・ゴール自由フランス代表、仏大統領 | ラス                          |
| ウィリアム・ドノバン米OSS局長                  | アナウンサー                  |
| 陸軍省                                         | アーセナル                    |
| 商務省                                         | ティーショップ                |
| アメリカ・ロシア・インスティテュート           | デパートメント                |
| Office of Strategic Services                   | キャビン                      |
| アメリカ合衆国国防長官                         | ボム                          |
| 米国経済戦争局                                 | BEW                           |
| 軍需生産委員会                                 | デポ                          |
| オークリッジ原子力研究施設                     | キャンプ1、ラガー1            |
| ロスアラモス国立研究所                         | キャンプ1、ラガー2、キャンプY |
| ニューメキシコマンハッタン計画研究施設         | キャンプX                     |
| マンハッタン計画、原爆                         | イノーマス（巨大）            |
| 原爆                                           | バルーン                      |
| ワシントン                                     | カルタゴ                      |
| サンフランシスコ                               | バビロン                      |
| ニューヨーク                                   | ビッグタウン                  |
| ロサンゼルス                                   | カーン                        |
| イギリス                                       | A                             |
| イギリス外務省                                 | バックストリート              |
| イギリスSIS（MI6）ニューヨーク事務所           | バー                          |
| OSSロンドン支局                                | ブロードウェイ                |
| 在モスクワ米国大使館                           | カントリーハウス              |
| メキシコ                                       | 田園                          |
| レフ・トロツキー                               | オールドマン                  |
| アーネスト・ヘミングウェイ                     | アルゴ                        |
| ウォルター・リップマン（コラムニスト）         | バンブルビー                  |
| ニューヨーク大学                               | ゆりかご                      |
| ジェットエンジン開発スパイ計画                 | エア                          |
| KGB                                            | ビッグハウス                  |
| アメリカ共産党                                 | カンパニー                    |

## ソ連のスパイ及び協力者一覧
| 実名                                                          | カバーネーム                   | 経歴など | 特定元     |
| ------------------------------------------------------------- | ------------------------------ | --- | ---------- |
| ネイサン・グレゴリー・シルバーマスター                        | ロベルト                       | 財務省、軍需生産委員会 訴追されず、 財務省の財務官僚を中心とした”シルバーマスターグループ”のリーダーでヘンリー・モーゲンソウ財務長官の政策決定に大きく関与、第二次大戦を前後して事実上米国の経済政策をコントロールしていたスパイグループの中心人物である | FBI Venona |
| ヘレン・シルバーマスター                                      | ドーラ                         | ネイサン・グレゴリー・シルバーマスターの妻 | Venona     |
| ハリー・デクスター・ホワイト                                  | ジュリスト もしくは リチャード | 財務次官補 IMF理事長 日本の対米資産の凍結を行い、1941年11月対日圧迫外交における最後通牒・「ハル・ノート」の原案を起草 1948年自殺 | Venona     |
| フランク・コー Frank Coe                                      | ピーク                         | 財務省金融調査部長、IMF 北京に逃亡 | Venona     |
| ソロモン・アドラー Solomon Adler                              | サックス                       | 財務省中国支援担当責任者 北京に逃亡 | Venona     |
| ウィリアム・ヘンリー・テイラー William Henry Taylor           | エイコーン                     | 財務省中東部門 | Venona     |
| ソニア・ゴールド Sonia Steinman Gold                          | ジェーナ                       | 財務省 | Venona     |
| アービン・カプラン Irving Kaplan                              |                                | 財務省 |            |
| エイブラハム・ジョージ・シルバーマン Abraham George Silverman | エルロン                       | 統計学者 財務省 | Venona     |
| ラフリン・カリー Lauchlin Currie                              | ペイジ もしくは ビム           | 大統領補佐官 コロンビアに亡命 | Venona     |
| ウィリアム・ウルマン William Ludwig Ullmann                   | ポロ ドナルド パイロット       | 少佐、陸軍参謀本部 | Venona     |
| ビクター・パーロ Victor Perlo                                 | レイダー                       | 国家復興局統計専門家、戦時工業生産委員 スパイチーム”パーログループ”のリーダー | Venona     |
| エドワード・フィッツジェラルド（アドバイザー）                | テッド                         | 軍需生産委員会 | Venona     |
| ハロルド・グラッサー Harold Glasser                           | ルーブル                       | 財務省 | Venona     |
| ハリー・マグドフ                                              | タンもしくはカント             | 軍需生産委員会 | Venona     |
| アラン・ローゼンバーグ                                        | ロイもしくはロザ               | 財務省外国経済局 | Venona     |
| ドナルド・ウィーラー                                          | イズラ                         | OSS調査分析部門 | Venona     |
| アルジャー・ヒス                                              | アリス                         | 国務長官上級補佐官、カーネギー国際平和財団理事長 | FBI Venona |
| ハリー・ホプキンス                                            | “役に立つまぬけ”               | 大統領顧問、ルーズベルトの旧友 1946年病死 | Venona     |
| ローレンス・ダガン Laurence Duggan                            | プリンス                       | 国務省、国連救済復興局長補佐 1948年自殺 | Venona     |
| ドナルド・ヒス Donald Hiss                                    |                                | 国務省、アルジャー・ヒスの弟 |            |
| ジョン・サービス John S. Service                              |                                | 国務省、在中米軍司令官政治顧問 |            |
| ジョン・デイビス                                              |                                | 在中米軍司令官政治顧問 1952年南米に逃亡 |            |
| ジョン・カーター・ヴィンセント                                |                                | 国務省極東課長 |            |
| マイケル・ストレイト Michael Straight                         |                                | 国務省、大統領スピーチライター、ケンブリッジ・ファイヴと学友 |            |
| ベラ・ゴールド                                                | エイコーン                     | 1938年ソニア・ゴールドと結婚 | Venona     |
| チャールズ・クレイマー                                        | プラム                         | 上院小委員会スタッフ | Venona     |
| ベルナール・シュスター                                        | エコー                         | 購買委員会 | Venona     |
| ダンカン・リー                                                | コッホ                         | OSS@戦略情報局ラテンアメリカ調査分析課長 | Venona     |
| モーリス・ハルペリン                                          | ハレ                           | OSS顧問 | Venona     |
| ジュリアス・ジョゼフ                                          | コーション                     | OSS極東部門副主任 | Venona     |
| ベラ・ジョゼフ                                                | カレッジ                       | OSS局員、ジュリアスの妻 | Venona     |
| ヘレン・テニー                                                | ミューズ                       | OSS局員 | Venona     |
| フランツ・レオポルド・ノイマン                                | ラフ                           | 政治学者、OSSドイツ課コンサルタント | Venona     |
| ウィリアム・ワイスバンド                                      | ゼベノ リンク                  | 陸軍保安局ロシア課言語専門家 | Venona     |
| アンドリュー・ロス                                            |                                | 海軍情報部国務省連絡将校 |            |
| ウィラード・ゼルベ・パーク Willard Zerbe Park                 |                                | 国連救済復興庁 |            |
| ルース・リブキン                                              |                                | 国連救済復興庁 |            |
| デビッド・ワイントローブ                                      |                                | 国連救済復興庁 |            |
| フローラ・ウォブシン                                          | ゾラ                           | OWI戦時事務局、国務省、バーナードカレッジ3人娘 | Venona     |
| マリオン・デイビス                                            | ルー                           | 海軍情報局米州課、国務省、バーナードカレッジ3人娘 | Venona     |
| ジュディス・コプロン                                          | シーマ                         | 外国エージェント登録局、バーナードカレッジ3人娘 | Venona     |
| ロバート・ミラー                                              |                                | 中国政府工場委員会 |            |
| エディス・エメリー                                            | リス                           | エコノミスト | Venona     |
| ウルスラ・クチンスキー Ursula Maria Kuczynski                 | ソーニャ                       | ドイツ共産党の女性活動家、1930年上海に渡り共産主義者の地下活動を助ける中でリヒャルト・ゾルゲと出会いソ連赤軍情報部にスカウトされる。1933年、ゾルゲの推薦でモスクワの諜報学校で訓練を受けた後に満州～ワルシャワ～スイスなどで活動。スイスではアドルフ・ヒトラー暗殺を企てるが折り悪く独ソ不可侵条約が締結し未遂に終わる。1941年渡英し、後にマンハッタン計画で原子爆弾開発に関わるクラウス・フックスの連絡員として活躍した。MI5、MI6などの追跡を巧みにかわしながらクラウス・フックスがもたらした原子爆弾製造に関わる大量の機微な情報をソ連に送り続けた。最終的な階級はソ連赤軍情報部・大佐で後年原子爆弾の製造に関する情報をソ連にもたらした功績により、複数回ソ連より叙勲。彼女がもたらした情報と他の原爆スパイ達の情報にによって米国から遅れること4年の1949年、ソ連は原子爆弾の製造と起爆に成功し史上2番目の核保有国になった。このとき使用されたソ連の核爆弾第一号RDS-1は米国が1945年8月長崎に投下したファットマンのほぼ完璧なコピーである。後半生を東ドイツで過ごし、ペンネーム「ルース・ヴェルナー」で作家活動も行っていた。1977年に東ドイツで発表した手記「ソーニャレポート」が1991年、英語版で出版されたことによりソ連赤軍のスパイであったことが発覚した。 | 手記       |
| クラウス・フックス Klaus_Fuchs                                | レスト チャールズ              | マンハッタン計画に参画した理論物理学者、米英双方の核兵器関連の機密情報をソ連に漏洩したスパイ。1950年、MI5の捜査を受けスパイ行為を自白、後に裁判で懲役40年の有罪判決を受けて投獄され英国の国籍を剥奪される。1959年に釈放された後、東ドイツに渡り科学者としての活動を再開。この頃中華人民共和国に核兵器製造法をもたらしたとされる。5年後の1964年、中華人民共和国は核兵器の開発に成功。 | Venona MI5 |
| クリスタル・フックス・ハイネマン Kristel Heineman             | アリ                           | クラウス・フックスの妹 | Venona     |
| ジュリアス・ローゼンバーグ                                    | アンテナ リベラル              | 技術者、原爆スパイ ローゼンバーグ事件の主犯 1953年死刑 | FBI Venona |
| エセル・ローゼンバーグ                                        |                                | ジュリアス・ローゼンバーグの妻、原爆スパイ ローゼンバーグ事件の主犯 1953年死刑 | FBI Venona |
| デビッド・グリーングラス                                      | キャリバー                     | 陸軍機械工、ジュリアス・ローゼンバーグの妻エセルの弟、ローゼンバーグ事件に関与した原爆スパイ | FBI Venona |
| ルース・グリーングラス                                        | ワスプ                         | デビッド・グリーングラスの妻、原爆スパイ ローゼンバーグ事件に関与したが告発されず | FBI Venona |
| ハリー・ゴールド                                              | レイモンド ガス グース         | 化学者、原爆スパイ | Venona     |
| セオドア・ホール                                              | ヤングスター                   | ハーバード大生、原爆スパイ 告発されず | Venona     |
| クラレンス・ヒスキー                                          |                                | 化学者、原爆スパイ |            |
| アルフレッド･サラン                                           | ヒューズ                       | 陸軍通信隊、電気技師、原爆スパイ チェコスロバキアに亡命 | Venona     |
| ジョエル・バー                                                | メーター スカウト              | 陸軍通信隊、電気技師、原爆スパイ チェコスロバキアに亡命 | Venona     |
| 不明                                                          | クアンタム                     | 原爆スパイ | Venona     |
| 不明                                                          | ペルス                         | 原爆スパイ | Venona     |
| ケネス・リチャードソン                                        | コンデンサー                   | 電子工学専門家 | Venona     |
| ウィリアム・パール                                            | ノーム ヤコブ                  | 航空工学者、アメリカ航空諮問委員会 | Venona     |
| バイロン・ダーリン                                            | アーネスト ヒューロン          | 物理学者、空軍技術研究 | Venona     |
| ウィリアム・レミントン                                        |                                | 経済学者、大統領諮問評議会 ＊'54服役中、囚人に殺される |            |
| モートン・ソベル                                              |                                | ゼネラルエレクトリック社エンジニア |            |
| ジョンズ・オリン・ヨーク                                      | ニードルス                     | 航空機関連企業社員 | Venona     |
| ピエール・コット                                              |                                | フランス航空大臣、中道右派、仏ソ連携を主張 |            |
| フレッド・ローズ                                              |                                | カナダ国会議員 |            |
| キム・フィルビー                                              | スタンリー                     | MI6英国秘密情報部、新聞記者 C5 63年ソ連に亡命 | Venona     |
| ドナルド・マクリーン                                          | ホーマー                       | 英国外務省米国課長 C5 51年ソ連に亡命 | Venona     |
| ガイ・バージェス                                              | ヒックス                       | 英国外務省在米大使館書記官 C5 51年ソ連に亡命 | Venona     |
| サー・アンソニー・ブラント                                    | ジョンソン                     | 王室絵画鑑定官 C5 79年発覚 | Venona     |
| ジョン・ケアンクロス                                          | リスト                         | 外務省、MI6、暗号解析官 CF 52年ローマに逃亡 | Venona     |
| エドガートン・ハーバート・ノーマン                            |                                | カナダ外交官、GHQ調査課長 57年自殺 | MI5        |
| トーマス・アーサー・ビッソン                                  | アーサー                       | アジア専門家、GHQ顧問、日本国憲法草案訳者 | Venona     |
| フィリップ・キーニー                                          | ブレダン                       | 米国共産党員で暴行事件による逮捕歴あり、IPRの関係者だったこともあり逮捕歴を不問に付されてGHQメンバーとして夫婦で来日、戦後日本の図書館政策に関わる 図書館専門家、OSS顧問、GHQ図書館担当官 | Venona     |
| メアリージェーン・キーニー                                    |                                | 図書館専門家、フィリップの妻 |            |
| ベアテ・シロタ・ゴードン                                      |                                | GHQ民政局調査員、ロシア語が堪能 日本国憲法起草に関与。人権及び男女平等についての草案を複数起草。現行日本国憲法では第24条、第25条、第27条に採用されている。 |            |
| フレデリック・フィールズ・ヴァンダーベルト                    |                                | 資産家 |            |
| エドワード・カーター                                          |                                | 太平洋問題調査会（IPR）・事務長、親中反日 |            |
| ジョゼフ・ミルトン・バーンシュタイン                          | マーカス                       | 太平洋問題調査会（IPR） | Venona     |
| オーウェン・ラティモア                                        |                                | 太平洋問題調査会（IPR）発行の月刊誌であるパシフィック・アフェアーズの編集長、蒋介石顧問 |            |
| フィリップ・ジャッフェ                                        |                                | 中国支援評議会常任理事、親中反日誌：アメラシア（en:Amerasia）発行人（アメラシア事件） |            |
| ミルドレッド・プライス                                        |                                | 中国支援評議会事務局長 |            |
| メアリー・プライス                                            | ディア                         | ミルドレッド・プライスの妹、ヘラルドトリビューン紙秘書 | Venona     |
| マーサ・ドッド・スターン                                      | ライザ                         | 駐ドイツ米大使ウィリアム・ドッドの娘。在独時代（1933年）ソ連の外交官(GRU諜報員)ボリス・ビノグラドフと男女関係になったことを契機にソ連のスパイとなる。父親のオフィスから米国の外交機密文書を持ち出したり、ドイツ高官達から政治及び軍事機密情報を聞き出し、これら大量の情報をソ連にもたらしていた。1940年米国に帰国後ソ連の工作員と結婚し、引き続きスパイ活動を行っていたが、1950年代FBIに追われてモスクワに逃亡、後東欧にて死亡 | FBI Venona |
| ウィリアム・ドッドJr.                                         | ボーイ プレジデント            | 駐ドイツ米大使ウィリアム・ドッドの息子 マーサ・ドッド・スターンの4つ年上の兄 | FBI Venona |
| 不明                                                          | バーガー                       | ベルリン、マーサ・ドッド・スターンの連絡員 | Venona     |
| I・F・ストーン                                                |                                | ジャーナリスト、朝鮮戦争北進説を主張 |            |
| マーク・ゲイン                                                |                                | シカゴ･サン東京特派員、｢ニッポン日記」著者 |            |
| アグネス・スメドレー                                          |                                | 親中共ジャーナリスト ソ連崩壊後にコミンテルンの工作員であったことが判明。リヒャルト・ゾルゲの協力者であり上海時代から深い関係にあった。南京大虐殺をプロパガンダした人物として知られている。米英双方からソ連コミンテルンのスパイの可能性が有るとしてマークされていたが、大戦後の1949年2月に出された「ウィロビーレポート」でスパイ認定される（後に訴訟などで認定が一旦取り下げ）。その後チャールズ・ウィロビー少将らが改めてゾルゲ事件に関するレポートを作製。1950年、下院非米活動委員会から召喚状が発せられたがロンドンに逃亡、到着した日の晩に急死した。 |            |
| ウォルター・ソル・バーンスタイン                              |                                | ハリウッド映画脚本家 |            |
| フロイド・ミラー                                              |                                | 左派ジャーナリスト |            |
| ポール・ロブスン                                              |                                | 黒人俳優、歌手（義勇軍進行曲を英訳し歌ったことで有名) |            |
| ミハエル・レッシング                                          | フィルム                       | 20世紀フォックス社フィルムラボ技術者 | Venona     |
| 不明                                                          | アイバ                         | 中東･イスラエル問題の情報源 | Venona     |
| モリス・コーエン                                              | ボランティア                   | 書店経営、アメリカ共産党、連絡員 | Venona     |
| ロナ・コーエン                                                | レスリー                       | モリスの妻、連絡員 | Venona     |
| アレクサンダー・コーラル                                      | ベルク                         | 市教育委員会学校補修工、連絡員 | Venona     |
| ヘレン・コーラル                                              | ミランダ アート                | アレクサンダーの妻、連絡員 | Venona     |
| エマ・フィリップス                                            | コーラ                         | | Venona     |
| フィリップス                                                  | アンペア ロイ                  | エマの夫 | Venona     |
| ヘレン・ローリー                                              | エルザ エマ                    | アメリカ共産党、アール・プラウダーの姪 | Venona     |
| マーガレット・ブラウダー                                      | ジン アンナ                    | アールの妹、アメリカ共産党 | Venona     |
| バーナード・シュスター                                        | エコー ディック                | アメリカ共産党 | Venona     |
| ジョゼフ・カッツ                                              | X インフォーマー               | アメリカ共産党 | Venona     |
| アール・ブラウダー                                            | ヘルムスマン                   | アメリカ共産党書記長 | Venona     |

## 当事者の記録と、第三者の反証
ジョン・ローウェンサール（弁護士）
1. ヒスとされている暗号名”アレス”はGRU（軍）のために働いているが、国務省のヒスは非軍事情報しか入手できない。
2. ヒスはマーシャル・プランで、ソビエト封じ込め政策を支持している。
3. ヒスはヤルタ会談後モスクワに行ったので、GRUは直接本人と話せるはずだが、副外相のアンドレイ・ヴィシンスキーに伝言を頼んだことは矛盾する。
4. FBIは国務省の文書をコピーした『ボルチモア文書』が、ヒスのタイプライターの製造日とシリアル番号が異なる偽造と知りながら隠蔽(上訴も棄却)。
5. リチャード・ニクソンが無罪判決を下した陪審員は、下院非米活動委員会に召喚される可能性があると示唆[21]。
6. ノエル・フィールドはヘーデ・マッシングの証言について、『偽証で法外な嘘』という手記を書き、ヒスの無実を主張し続けた。
7. 多くは伝聞証拠であり、暗号名は使い回されている上に、国務省には同姓の人物がいたので、アルジャー・ヒスをスパイと裏付ける証拠はない。

チェスター・レーン（弁護士）
ボルチモア文書が捏造された証拠で、ヒスは冤罪だと証明できる。
ラッセル・ブラッドフォード（ロングビーチ警察歴史協会） ラルフ・ブラッドフォード（政治家）
FBIは他のタイプライターで、同じ文書を偽造できると知りながら隠蔽した。
アンソニー・サマーズ（ノンフィクション作家）
元ホワイトハウス顧問のジョン・ディーンは回顧録で、ニクソン大統領の主任弁護士チャールズ・コルソンが、ニクソンは下院非米活動委員会がタイプライターを複製したのを認めたと述べている。ニクソンは否定したが元FBI副長官のサリヴァンは、証拠を捏造するようFBIに依頼したら「フーバーは喜んで引き受けただろう」と語った。サマーズは偽造や偽情報を仕込んだ、不穏な記録があると指摘している。
アラン・ベルモント（FBI情報部長）
（上記の理由から）ベノナ文書を証拠として採用するのは不適切。
アメリカ国家安全保障局（NSA）
（上記の理由から）KGBの記録に、ヒスの名前が発見されたと”推定される”。アレスは”恐らく”ヒスであるとして、断定はしていない。
ジェフ・キッセロフ（歴史家）
- ヒスに関する矛盾点[28]

1. 暗号名”アレス”がメキシコシティにいた頃、ヒスはワシントンにいた。
2. ノエル・フィールド（NKVDのスパイ）を採用したとされる時期、フィールドはロンドン軍縮会議のため、アメリカ国内にいなかった。
3. ウィテカー・チェンバース（元共産党員）が証言した、ヒスが持ち帰ったとされるメモは彼の手元になかった。
4. ヘーデ・マッシング（共産主義者）は、国外追放の圧力の下で証言しており、虚偽の陳述をしている。
5. マッシングはヒスに会う１週間前、（氷点下になる）真冬のポトマック川で夫と遊泳したと証言。
6. マッシングは彼女の本を精査したFBIに、事実を隠すために捏造したことを認めた。
7. ヒスが米共産党の主宰者に車を寄付したという件で、譲渡証明書の署名が偽造されていた。

ドミトリー・ヴォルコゴノフ上級大将（反ソ連の公文書監督者）
ヒスがソ連の代理人として働いたことは一度もない。
ジュリアス・コビャコフ少将（SVR）
マッシングとフィールドの個人ファイルを調べたが、ヒスに関するものは１つもなかった。ヒスは”アレス”ではない。
ヴィクター・ナヴァスキー（ジャーナリスト）
1. アレン・ワインスタインの著書『偽証罪: ヒス・チェンバース事件』に登場する全員が誤用されたと答え[31]、その１人サム・クリーガーはワインスタインから慰謝料をもらい、謝罪と訂正を公表すると約束したが守られていない[32]。
2. ベノナ文書を根拠にヒスをスパイとする人々は、みずからが支持する情報だけを集めて、ウラジーミル・パブロフ（外交官）が回顧録で否定した事など、相反する反証を無視している。ベノナ文書は冷戦構造を歪曲するために利用された[33]。

ハーベイ・クレア（歴史学教授）
『米国にソ連のスパイがいた』は大枠として正しいが、細部は間違っていて単なる魔女狩りだった。小物のスパイは判明したが、その他は立証されていない。
アサン・テオハリス（FBI/ジョン・フーバー/米諜報機関専門の歴史家）
FBIはマッカーシズムを促進しながら、防諜の失敗を隠ぺいした。
アレン・ワインスタイン（官僚・歴史家・大学教授）
ベノナ文書は説得力はあるが、決定的ではない。
エドゥアルト・マーク（研究家）
ヒスは”アレス”だった可能性のある１人にすぎない。
ヴィターリー・パヴロフ中将（NKVD米国部副部長）
ハリー・ホワイトは工作対象でスパイではない。財務省には2人のエージェントがいて、それ以上の情報源は不要だった。
ブルース・クレイグ（諜報専門の歴史家）
交換された情報は法律の範囲内だったため、多くの人はホワイトの行動をスパイ行為と見なしておらず、現在の法的基準でもスパイ行為には当たらない。
ベン・ステイル（経済学者）
ホワイトはマルクス主義者ではなく、ケインズ経済学派である。